# BAC One-Eleven
BAC One-Eleven – brytyjski odrzutowy samolot pasażerski wyprodukowany przez British Aircraft Corporation. 

## Historia
Wywodzi się z modelu Hunting H.107, którego projekt był gotowy do realizacji w 1956 r. Jednak w związku z  dokonywanymi modernizacjami silnika, a także przez to, że Hunting został przejęty przez British Aircraft Corporation nastąpiła czteroletnia zwłoka w rozpoczęciu produkcji. BAC 1-11 (One-Eleven) został wyposażony w dwa silniki turbowentylatorowe Rolls-Royce Spey Mk.506 i mógł pomieścić do 119 pasażerów. Prototyp został oblatany 20 sierpnia 1963 r.
22 października 1963 r., w wyniku przeciągnięcia, prototyp uległ katastrofie, w której wyniku zginęła siedmioosobowa załoga. To spowodowało opóźnienie w wydaniu zezwolenia na produkcję samolotu. Owe zezwolenie dostał w kwietniu 1965 r. Pierwsze samoloty dostarczono liniom lotniczym 22 stycznia 1965 r. BAC 1-11 nie osiągnął spodziewanego sukcesu w sprzedaży, produkcję seryjną w Wielkiej Brytanii zakończono w 1980 r. W 1982 r. sprzedano licencję na budowę tego samolotu w Rumunii. Początkowo dostarczono trzy gotowe samoloty a następnie z dostarczonych części zmontowano pierwszy One Eleven pod nazwą Rombac 1-11 Series 560 (YR-BRA), pierwszy lot samolot wykonał 18 września 1982. Łącznie wyprodukowano 244 samoloty wszystkich wersji. Obecnie samolot w wersji rumuńskiej znany jest pod nazwą Romaero 1-11.

## Wersje
W trakcie eksploatacji zostały opracowane wersje samolotu:

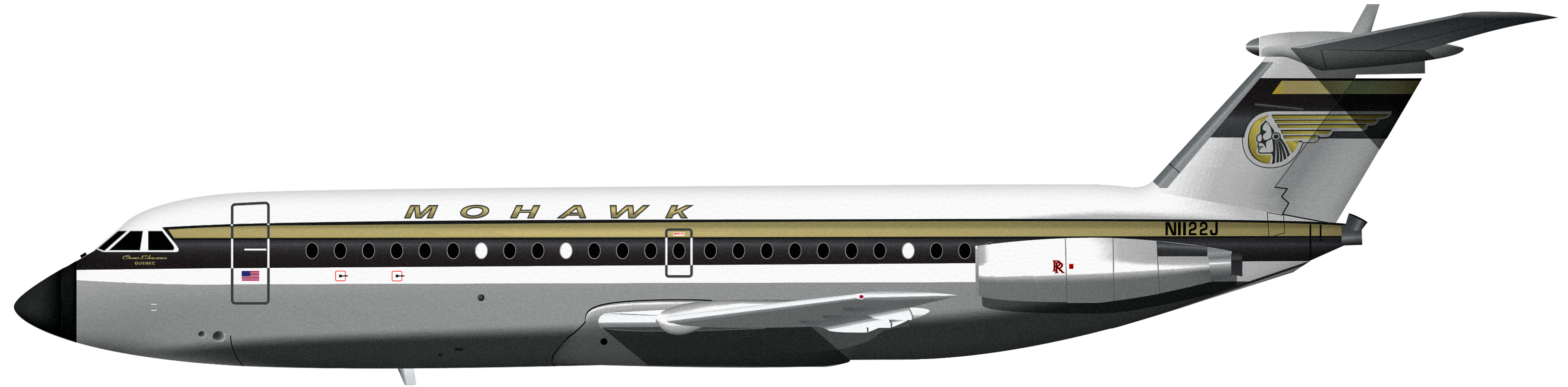
BAC 1-11 w wersji 200, należący do kanadyjskich linii lotniczych "Mohawk"

- Series 200 – pierwsza wersja produkowana seryjnie, który miał dwa silniki turbowentylatorowe Rolls-Royce Spey-2 Mk 506 o mocy 47,1 kN każdy. Wyprodukowano 56 egzemplarzy.
- Series 300 – samoloty ze zmodernizowanymi silnikami Rolls-Royce Spey-2 Mk 511 o mocy 51 kN każdy, ze zwiększonym zasięgiem i udźwigiem. Wyprodukowano 8 egzemplarzy.
- Series 400 – wersja Series 300 przeznaczona na rynek amerykański. Zmiany polegały między innymi na zainstalowaniu indywidualnych masek tlenowych. Wyprodukowano 69 egzemplarzy tej wersji.
- Series 475 – wersja powstała dzięki połączeniu kadłuba Series 400 z zespołem napędowym i skrzydłami Series 500. Samolot posiadał niskociśnieniowe opony pozwalające na operowanie z lotnisk o złej jakości nawierzchni. Prototyp tej wersji pierwszy lot odbył 27 sierpnia 1970 a egzemplarz seryjny 5 kwietnia 1971.
- Series 500 – wersja z wydłużonym kadłubem do którego wstawiono dwa segmenty, jeden o długości 2,54 m przed skrzydłami i drugi 1,57 m za nimi. Powiększono rozpiętość skrzydeł o 1,52 m, poprzez wydłużenie ich końcówek. Napęd stanowiły silniki Rolls-Royce Spey Mk 512 o mocy 55,8 kN każdy.
- Series 495 – wersja produkowana w Rumunii. Powstała z połączenia kadłuba Series 400 ze skrzydłami i silnikami Series 560. Niskociśnieniowe podwozie umożliwiające lądowanie na lotniskach o pasach o gorszej nawierzchni.
- Series 560 – wersja produkowana w Rumunii. Posiadająca wydłużony kadłub i końcówki skrzydeł identycznie jak w samolotach Series 500.

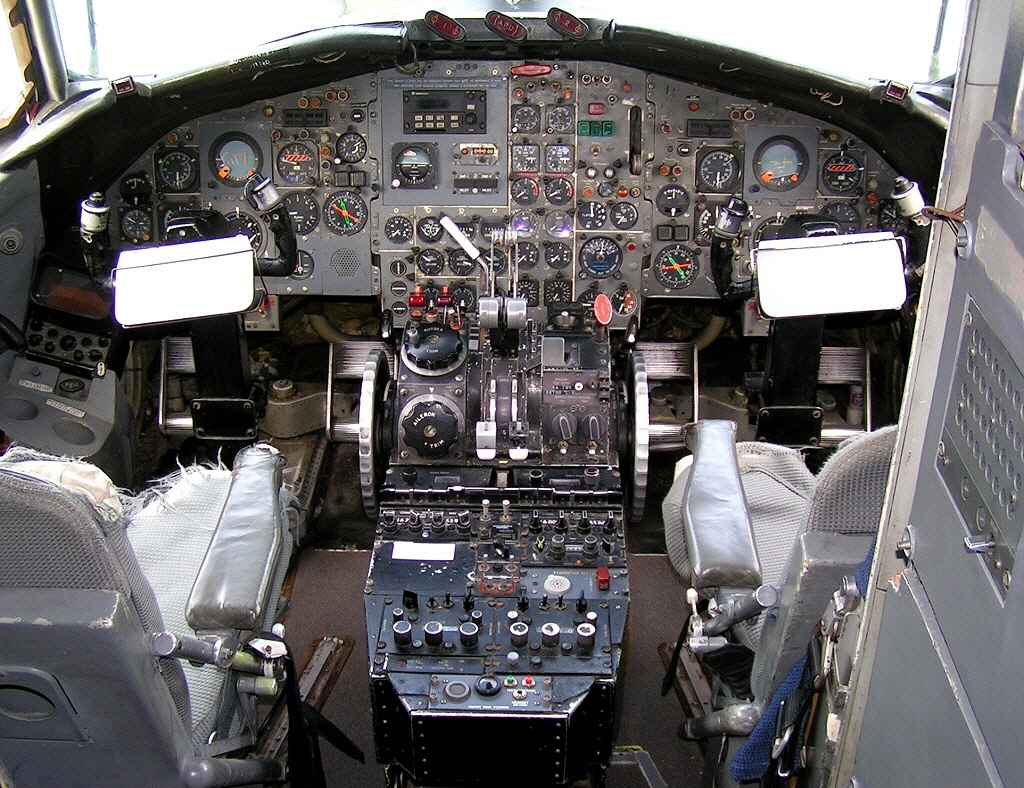
Kokpit BAC 1-11 Series 510ED

### Dane techniczne wersji
Dane dla poszczególnych wersji:
| Wersja                            | 200                               | 300/400                           | 475                                 | 500                                 |
| --------------------------------- | --------------------------------- | --------------------------------- | ----------------------------------- | ----------------------------------- |
| Załoga kokpitu                    | 2                                 | 2                                 | 2                                   | 2                                   |
| Liczba miejsc pasażerskich        | od 89 do 119                      | od 89 do 119                      | od 89 do 119                        | od 89 do 119                        |
| Długość                           | 28,5m                             | 28,5m                             | 28,5m                               | 32,61m                              |
| Rozpiętość skrzydeł               | 26,98m                            | 26,98m                            | 28,5m                               | 28,5m                               |
| Powierzchnia skrzydeł             | 91,04m2                           | 91,04m2                           | 95,78m2                             | 95,78m2                             |
| Wysokość                          | 7,47m                             | 7,47m                             | 7,47m                               | 7,47m                               |
| Szerokość kabiny pasażerskiej     | 3,16m                             | 3,16m                             | 3,16m                               | 3,16m                               |
| Masa własna                       | 21 049kg                          | 23 050kg                          | 23 464kg                            | 24 758kg                            |
| Maksymalna masa startowa (MTOW)   | 35 833kg                          | 40 142kg                          | 44 678kg                            | 47 400kg                            |
| Maksymalna masa do lądowania      | 32 204kg                          | 35 380kg                          | 39 462kg                            | 39 462kg                            |
| Maksymalna ładowność              | 7981kg                            | 9083kg                            | 9647kg                              | 11 983kg                            |
| Długość drogi startowej przy MTOW | 1981m                             | 2270m                             | 1676m                               | 1981m                               |
| Pułap                             | 10 670m                           | 11 285m                           | 11 285m                             | 11 285m                             |
| Prędkość maksymalna               | 882km/h                           | 882km/h                           | 871km/h                             | 871km/h                             |
| Zasięg przy maksymalnym załadunku | 1140km                            | 2300km                            | 3000km                              | 2744km                              |
| Silniki (x 2)                     | Rolls-Royce RB.163 Spey Mk 506-14 | Rolls-Royce RB.163 Spey Mk 511-14 | Rolls-Royce RB.163 Spey Mk 512-14DW | Rolls-Royce RB.163 Spey Mk 512-14DW |
| Maksymalny ciąg (x 2)             | 46,3kN                            | 51kN                              | 55,8kN                              | 55,8kN                              |